# Liechtensteiner Cup 1952/53
Der Liechtensteiner Cup 1952/53 (offiziell: Aktiv-Cup) war die achte Austragung des Fussballpokalwettbewerbs der Herren in Liechtenstein. Es ist nur das Ergebnis des Finales bekannt. Der FC Vaduz konnte seinen im Vorjahr gewonnenen Titel erfolgreich verteidigen.

## Finale
Das Finale fand am 13. September 1953 in Vaduz statt.
| Datum      |          | Ergebnis |            |
| ---------- | -------- | -------- | ---------- |
| 13.09.1953 | FC Vaduz | 4:2      | FC Triesen |